# 卡辛戈
卡辛戈（葡萄牙語：Caxingó）是巴西皮奥伊州的一个市镇。总面积488.162平方公里，总人口4951人，人口密度10.1人/平方公里。